# Ali Baba Spieleclub
Der Ali Baba Spieleclub e. V. ist ein Verein für Brett- und Kartenspiele mit Sitz in Nürnberg. Derzeit gehören über 1000 Mitglieder in elf Regionalverbänden in Nürnberg, Regensburg, Ingolstadt, Köln, Berlin, Stuttgart, dem Hunsrück, Bamberg, Chemnitz, Erlangen und Neubrandenburg zum Verein, damit handelt es sich nach eigenen Angaben um den größten Verein für Brett- und Kartenspiele in Deutschland.

## Historie

### Anfänge
Der Verein ging aus einer Spielegruppe in Nürnberg hervor, die sich seit 1981 regelmäßig traf und neue Brett- und Kartenspiele ausprobierte. Aus den anfänglich vier bis zehn Spielern wurden mit der Zeit immer mehr, die privaten Treffen wurden dadurch schnell größer und die verfügbaren Räume zu klein. Am 13. Mai 1991, zehn Jahre nach den ersten Treffen, fand die Gründungsversammlung des Ali Baba Spieleclubs e. V. mit 23 Gründungsmitgliedern statt. Der Grundgedanke zur Vereinsgründung war lediglich, einfacher an Räume öffentlicher Träger zu kommen, und diese für den wöchentlichen Spieleabend nutzen zu können. Daneben lag auch die Verbreitung des Spielegedankens den Gründungsmitgliedern am Herzen, ohne jedoch eine genaue Vorstellung zu haben, wie diese erfolgen sollte.

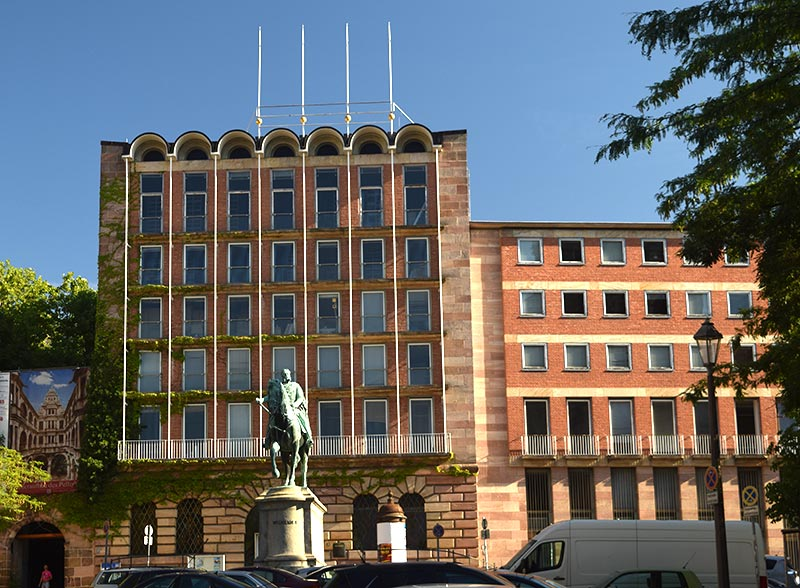
Außenansicht des Haus des Spiels (Pellerhaus), seit 2011 Sitz des Deutschen Spielearchivs Nürnberg und des Ali Baba Spieleclubs

Nach einigen Monaten nahmen die Spieler Kontakt zum Jugendamt der Stadt Nürnberg auf und baten um Räumlichkeiten für den Spieleabend. Da das Spieleangebot die Aktivitäten des Jugendamtes sinnvoll ergänzte, sagte dieses die kostenfreie Nutzung der Räume im Jugendhaus Rädda Barnen unter Auflagen zu. Als die Räume wegen Baufälligkeit nicht mehr benutzt werden durften, musste der Verein umziehen, gleichzeitig kam das Deutsche Spielearchiv nach Nürnberg. In der ehemaligen Bücherei im Pellerhaus in Nürnbergs Zentrum wurde für beide ein neues Domizil gefunden. Seit 2014 spielt der Ali Baba Spieleclub im ehemaligen Lesesaal des Pellerhauses und arbeitet eng mit dem Deutschen Spielearchiv Nürnberg zusammen.
Mit über 1000 Mitgliedern (Stand Januar 2025) ist der Ali Baba Spieleclub der größte Spieleclub in Deutschland. Zudem gibt es keinen zweiten Verein dieser Art, der sich gleich auf mehrere Standorte aufteilt. Auf Platz zwei folgt mit rund 500 Mitgliedern der Karlsruher Verein Thoule.

### Die Regionalverbände und Standorte
Ursprünglich als lokaler Verein gegründet, folgte im Jahr 2001 die Aufteilung in zwei Regionalverbände (RV). Befreundete Spieler aus Regensburg traten dem Verein mit ihrem regelmäßigen Treff bei und bildeten mit dem RV Regensburg das zweite Standbein des Vereins. Der Regensburger Gründer zog wenige Jahre später nach Ingolstadt um und gründete dort im Jahr 2004 den RV Ingolstadt. Im Jahr 2010 sorgte ein weiterer Umzug für den nächsten RV. Ein Nürnberger Spieler zog ins Rheinland nach NRW und gründete in Köln den ersten RV außerhalb Bayerns. 2011 folgten die Regionalverbände Hunsrück und Berlin und im Jahr 2015 Stuttgart. Im Jahr 2018 erweiterte sich der Ali Baba Spieleclub um den Regionalverband Bamberg und seit Januar 2019 wird unter dem Dach des Vereins auch im Regionalverband Chemnitz gespielt. Zusätzlich gründete der Nürnberger RV einen zweiten Standort in Erlangen. Dieser wird seit 1. Februar 2020 ebenfalls als eigener Regionalverband geführt. Am 13. Mai 2022 wurde mit dem Regionalverband Neubrandenburg der bereits elfte Standort des Vereins eröffnet.

#### Die einzelnen Regionalverbände in der Übersicht (nach Zeitpunkt der Gründung)
- Nürnberg (13.05.1991)
- Regensburg (2001)
- Ingolstadt (2004)
- Köln (01.01.2010)
- Hunsrück (13.05.2011)
- Berlin (23.10.2011)
- Stuttgart (2015)
- Bamberg (02.02.2018)
- Chemnitz (14.01.2019)
- Erlangen (01.01.2017 als zweiter Nürnberger Standort, 1. Januar 2020 eigener Regionalverband)
- Neubrandenburg (13.05.2022)

## Angebote des Vereins

### Allgemein
Der Ali Baba Spieleclub e. V. bietet an seinen elf Standorten wöchentliche Spieletreffen an. In den Spielearchiven lagern fast 6000 unterschiedliche Spiele, wobei dies je nach Alter des Regionalverbandes regional unterschiedlich ist. Gespielt werden Gesellschafts- und Familienspiele, Glücksspiele mit der Intention Geld zu gewinnen (oder meist zu verlieren) werden abgelehnt. Mitglieder können kostenlos Spiele leihen, Organisationen und Verbände können Spiele gegen eine Spende ausleihen.
Zu den Angebote gehören:
- wöchentliche Spieletreffs in den einzelnen Regionalverbänden für Jedermann (also auch für Nicht-Mitglieder)
- Gesellschafts- und Familienspiele, Kinderspiele, Wirtschafts- und Strategiespiele
- Kostenloser Spieleverleih an Mitglieder, Spieleverleih an Organisationen
- Kostenlose Beratung und Tipps zu Brettspielen und Hilfe bei Regelfragen
- Organisation und Durchführung von Turnieren
- Mitorganisation des Nürnberger Spielefestes (kleine Publikumsmesse parallel zur Nürnberger Spielwarenmesse)
- Spielewochenenden

## Spielepreis DuAli
Seit 2014 hat der Ali Baba Spieleclub den Spielepreis „DuAli“ ausgeschrieben, der Jahr für Jahr das beste 2-Personen-Spiel kührt. Erstmals wurde der Preis im Januar 2015 zeitgleich zur Spielwarenmesse in Nürnberg vergeben. Nach einem internen Brainstorming setzte sich als Name „DuAli“ durch. Gesucht war ein Name, der zugleich den Vereinsnamen und die zahl zwei abbildet. Deshalb wird bei der Schreibweise das „A“ auch groß geschrieben.
Der Preis ist kein Nominierungspreis, sondern die Verlage, der Vertrieb oder Autoren bewerben sich. Das Spiel muss für maximal 2 Personen spielbar sein und im Bewertungszeitraum erstmals im deutschen Handel erscheinen. Neuauflagen ohne relevante Regeländerungen sind nicht teilnahmeberechtigt. Um an möglichst allen Standorten Bewertungen durchführen zu können, müssen mindestens 6 Exemplare eines Spiels eingereicht werden. Bewertet werden die Spiele durch die Mitglieder des Vereins. Als Bewertungszeitraum galt bis 2023 immer der 01.01 bis 31.12. eines Jahres. Seit 2023 ist der Bewertungszeitraum verändert. Nun gilt, dass ein Spiel zwischen dem 01.11. des Vorjahres und dem 31.10. des aktuellen Jahres erstmal auf dem deutschen Markt erscheinen muss. Beispiel: Der DuAli 2024 geht an ein Spiel, dass zwischen dem 1. November 2022 und dem 31. Oktober 2023 erschienen ist. Die Verleihung erfolgt Ende Januar oder Anfang Februar des Folgejahres in Nürnberg, während dort die Nürnberger Spielwarenmesse stattfindet. 2023 fand die Verleihung erstmals auf der Spielwarenmesse in Nürnberg statt. Die Jahre zuvor war die Verleihung nur zeitlich parallel aber im Nürnberger Pellerhaus. Durch eine Kooperation zwischen dem Ali Baba Spieleclub und der Messe wurde die Verleihung auf das Messegelände verlegt und gilt als Teil der Messe.
Die bisherigen Sieger des DuAli sind:
- 2015 (Bewertungszeitraum 2014): Tod dem Tyrannen (Verlag: Heidelberger Spieleverlag)
- 2016 (Bewertungszeitraum 2015): 7 Wonders: Duel (Verlag: Repos, Vertrieb in Deutschland: Asmodee)
- 2017 (Bewertungszeitraum 2016): Bohnanza: Das Duell (Verlag: Amigo)
- 2018 (Bewertungszeitraum 2017): Codenames Duett (Verlag: CGE, Vertrieb in Deutschland zu diesem Zeitpunkt: Asmodee, inzwischen: Heidelbär Games)
- 2019 (Bewertungszeitraum 2018): Imhotep: Das Duell (Verlag: Kosmos)
- 2020 (Bewertungszeitraum 2019):  Mandala (Verlag: Lookout)
- 2021 (Bewertungszeitraum 2020): aufgrund der Corona-Pandemie ausgesetzt
- 2022/2023 (Bewertungszeitraum 2021/2022): Splendor Duel (Verlag: Space Cowboys, Vertrieb in Deutschland: Asmodee)
- 2024 (Bewertungszeitraum 2023): Caper Europe (Verlag: Feuerland)
- 2025 (Bewertungszeitraum 2024): Der Herr der Ringe – Duell um Mittelerde (Verlag: Repos Production, Vertrieb in Deutschland: Asmodee)

## Weitere Aktionen des Vereins
In seiner langjährigen Tradition hat der Verein in der Spielerszene einen besonderen Stellenwert eingenommen. Sei es als Tester von Prototypen oder als Organisator von Turnieren.

### Protoypentests für Verlage
Bevor ein Spiel auf den Markt kommt, hat es in der Regel eine lange Entwicklungszeit hinter sich. Manche Brettspiele benötigen mehrere Jahre von der Idee bis zum fertigen Brettspiel. In der Regel beginnt alles mit einer kreativen Idee eines Spieleautors. Mit einfachen Skizzen beginnt die Idee Form anzunehmen. Nach mehreren Tests und der genauen Entwicklung der Spieleanleitung, wird das Spiel einem (oder mehreren) Verlag(en) vorgeschlagen.
Der Ali Baba Spieleclub hat schon früh damit begonnen, solche Prototypen zu testen. Bis vor wenigen Jahren nutzte der Nürnberger Verlag noris die Möglichkeit, diese Spiele an den Verein weiterzugeben und anhand durch den Verein festgelegter Kriterien, testen zu lassen. Aktuell bekommt der Verein auch von anderen Verlagen solche unfertigen Spiele für Tests. So hat kürzlich Piatnik Deutschland zwei Spiele beim Ali Baba Spieleclub testen lassen. Die versierten Spieler des Vereins gaben und geben durchaus den Ausschlag, ob ein Spiel weiterentwickelt wird, oder nicht.
So war der Verein bei der Entwicklung des Spiels Die Siedler von Nürnberg, einer Abwandlung des Spiels Die Siedler von Catan, direkt beteiligt.

### Organisation von Veranstaltungen
Der Ali Baba Spieleclub organisiert neben den regelmäßigen Spielertreffen deutschlandweit verschiedene Veranstaltungen, darunter:

#### Nürnberger Spielefest (früher Spiele-TÜV)
Das Nürnberger Spielefest ist eine Großveranstaltung, die parallel zur Nürnberger Spielwarenmesse stattfindet und auch als kleine Publikumsmesse gewertet wird. Während die Messe nur Fachbesuchern vorbehalten ist, können das Spielefest auch alle anderen Menschen besuchen. Hier werden alle Messeneuheiten vorgestellt und den Besuchern erklärt. Während der Unterrichtszeit nutzen Nürnberger Schulklassen die Gelegenheit und besuchen das Spielefest. Als Mitorganisator hat der Verein die Aufgabe, die große Spieletheke zu betreuen. Wer auf der Suche nach einem Spiel ist, wird von den „Ali Babas“ beraten. Zudem ist es die Aufgabe der Spielexperten, die Spiele den Kindern, Jugendlichen und Erwachsenen zu erklären. 2011 hat der Bayrische Rundfunk darüber berichtet:

#### Erlanger Spieletage und Bamberg spielt
Die Erlanger Spieletage und Bamberg spielt sind lokale Verbrauchermessen zum Thema Brett- und Kartenspiele. Der Ali Baba Spieleclub zeichnete bis 2017 in Erlangen verantwortlich für den Ablauf. Danach übernahmen andere Gruppen die Erlanger Spieletage. Bamberg spielt wird aktuell von den „Ali Babas“ mit organisiert.

#### Spielscheune Nippes
Die Spielscheune Nippes ist eine jährliche Großveranstaltung des Regionalverbands Köln. Erstmals gab es sie am 7. Mai 2011 im Rahmen des Kölner Elf Spektakels der Kölner Bürgerzentren. Dabei hat der Regionalverband Köln des Ali Baba Spieleclubs den großen Veranstaltungssaal des Bürgerzentrum Nippes zur großen Spielscheune umgebaut. Die Besucher konnten sich die knapp 500 Spieletitel erklären lassen und für sich die optimalen Spiele kennen lernen und testen.
Seitdem wird die Spielscheune Nippes einmal jährlich veranstaltet. Allerdings verlegte der Verein die Spielscheune in den Zeitraum September/Oktober. Seit 2016 ist die Spielscheune auf zwei Tage erweitert. Im Jahr 2019 holte sich der Ali Baba Spieleclub erstmals die Kölner Facebookgruppe „Brettspielen.Köln“ als Co-Veranstalter ins Boot.

#### Spielenachmittage
Der Ali Baba Spieleclub organisiert an jedem Standort wöchentlich oder im 2-Wochen-Rhythmus Spielenachmittage/-abende für Jedermann. Ziel der Veranstaltungen ist es, Kindern, Jugendlichen und Erwachsenen das Thema „Brettspiel“ wieder näher zu bringen. Dies kann auch als Gegenbewegung zu Computerspielen gesehen werden.

#### Agricola-Weltmeisterschaft-Qualifikation
Das Spiel Agricola (erschienen im Verlag Lookout Games) zählt zu den aktuell komplexesten Strategiespielen auf dem Markt. Im November 2011 veranstaltet Lookout Games eine Weltmeisterschaft in Wien in diesem Spiel. Der Ali Baba Spieleclub ist für die Qualifikationsturniere in Deutschland verantwortlich. Bei drei großen Turnieren qualifiziert sich jeweils der Sieger für die Endrunde in Wien. Der Ali Baba Spieleclub hat die Turnierregeln und einen festen Turniermodus erarbeitet. Zudem wurden zwei der drei Turniere direkt durch den Verein durchgeführt. Das dritte Turnier fand nach den festgelegten Regeln bei der VHS Bremen statt.

#### 7 Wonders-Turnierserie
Das Spiel 7 Wonders (erschienen im Verlag Repos, vertrieben im Verlag Asmodee) ist ein beliebtes Kartenspiel für bis zu 7 Spieler. In Kooperation mit dem Verlag Asmodee hat der Ali Baba Spieleclub die erste und die zweite Deutsche Meisterschaft in diesem Spiel bundesweit ausgerichtet.

#### Schlag den Rat
Schlag den Rat ist eine Veranstaltung des Deutschen Spielearchivs Nürnberg. Organisiert und durchgeführt wird die Veranstaltung vom Ali Baba Spieleclub. Bei Schlag den Rat können Bürger der Stadt in unterschiedlichen Gesellschaftsspielen gegen den Stadtrat Nürnbergs antreten. Nach einem erfolgreichen Start im Jahr 2010, folgt am 15. Oktober 2011 die zweite Auflage.

## Der Ali Baba Spieleclub in der Presse
Bei den zahlreichen Aktivitäten ist der Verein regelmäßig in der lokalen Presse zu finden. Zusätzlich interessieren sich aber auch Fachmagazine und die überregionale Presse für den Verein und seine Aktionen. Eine Auswahl verschiedener Veröffentlichungen ist auf der Homepage abgelegt.

### TV
In seiner Berichterstattung über das Nürnberger Spielefest, ging der Bayrische Rundfunk mit seinem Sender Bayerisches Fernsehen auch auf den Ali Baba Spieleclub ein.
Auch das Online-TV der Nürnberger Nachrichten (nordbayern.de) berichtete über den Ali Baba Spieleclub und dessen Veranstaltung „Schlag den Rat“.
TV Bayern nahm sich ebenfalls des Themas „Schlag den Rat“ an.
Im Dezember 2020 widmete sich die Lokalzeit aus Köln des WDR Fernsehens dem Thema Spielen. Neben einem Beitrag zum Autorenpaar Inka und Markus Brand wurde Martin Brock-Konzen in seiner Funktion als 1. Vizepräsident des Ali Baba Spieleclub im Studio zum Thema Spiele interviewt.

### Radio
Auch im Radio war der Ali Baba Spieleclub schon vertreten. Obwohl nicht in Weimar oder der dortigen Umgebung vertreten, griff der Sender Radio Lotte das Thema spielen auf und interviewte den Pressesprecher des Vereins zum Thema Spielen.
Das Online-Fachmagazin „zuspieler.de“ hat ebenfalls ein Interview mit dem Verein online.

### Fachmagazine
In der Spieleszene gibt es zwei Fachmagazine für den deutschsprachigen Raum. Die „Spielerei“ und die „Spielbox“. Letztere ist Marktführer und auch mit einem großen Onlineportal vertreten. Während im Heft Rezensionen von Spielen an erster Stelle stehen, wird die Internetseite auch für Nachrichten und ähnliches genutzt. Hier ist der Ali Baba Spieleclub häufig mit seinen Aktionen erwähnt worden.